# Stoholm Sogn
Stoholm Sogn er et sogn i Viborg Domprovsti (Viborg Stift). Sognet hed Feldingbjerg Sogn indtil 2007.
I 1800-tallet var Feldingbjerg Sogn og Gammelstrup Sogn annekser til Kobberup Sogn. Alle 3 sogne hørte til Fjends Herred i Viborg Amt. Kobberup-Feldingbjerg-Gammelstrup sognekommune blev ved kommunalreformen i 1970 indlemmet i Fjends Kommune, som ved strukturreformen i 2007 indgik i Viborg Kommune.
I Stoholm Sogn ligger Feldingbjerg Kirke fra Middelalderen og Stoholm Kirke fra 1971.
I sognet findes følgende autoriserede stednavne:
- Grønkær (bebyggelse, ejerlav)
- Liebes Plantage (areal)
- Lysenvad (bebyggelse)
- Nørre Feldingbjerg (bebyggelse, ejerlav)
- Skalmstrup (bebyggelse, ejerlav)
- Stoholm (bebyggelse, ejerlav)
- Sønder Feldingbjerg (bebyggelse, ejerlav)
- Torsø (bebyggelse, ejerlav)
- Troelstrup (bebyggelse, ejerlav)